# Nigel Goldenfeld
Nigel D. Goldenfeld (* 1. Mai 1957) ist ein britisch-amerikanischer Physiker.

## Leben
Goldenfeld studierte an der Universität Cambridge mit dem Bachelor-Abschluss 1979 und der Promotion bei Samuel Edwards 1982 (Dissertation: Statistical Mechanics of Polymers in the Solid State) und war 1982 bis 1985 als Post-Doktorand am Kavli Institute for Theoretical Physics. Er war ab 1985 Assistant Professor, ab 1991 Associate Professor und ab 1995 Professor an der University of Illinois at Urbana-Champaign (ab 2007 auf dem Swanlund Chair und ab 2013 am Center for Advanced Study der UIUC) und ist seit 2021 Professor an der University of California, San Diego.
Er befasste sich unter anderem mit Musterbildung im Nichtgleichgewicht, kritischen Phänomenen, der Renormierungsgruppe, Turbulenz, Hochtemperatursupraleitern, ungeordneten Systemen, Finanzmathematik (Computational Finance), Polymeren und Flüssigkristallen, Evolution und Ökologie und ist Autor eines Lehrbuchs über Phasenübergänge und kritische Phänomene.
1996 gründete er mit  Alexander Sokol, Mitchell Feigenbaum und Michael Goodkin die Firma für Hochleistungssoftware für den Derivatenmarkt Numerix. Er war  seit 2013 Direktor des Center for Universal Biology an der UIUC (einem NASA-Institut für Astrobiologie) und leitete ab 2005 die Gruppe für Biokomplexität am Carl R. Woese Institute for Genomic Biology.
1987 bis 1991 war er Sloan Research Fellow. 1995 wurde er Fellow der American Physical Society, deren Leo P. Kadanoff Prize er 2020 erhielt. 2010 wurde er Mitglied der National Academy of Sciences und Fellow der American Academy of Arts and Sciences. 2011 wurde er Fellow des britischen Institute of Physics und 2024 Mitglied der Royal Society.

## Schriften (Auswahl)
- mit Eshel Ben-Jacob, R.Godbey, J. Koplik, H. Levine, T. Mueller, L. M. Sander: Experimental demonstration of the role of anisotropy in interfacial pattern formation, Phys.Rev.Lett., Band 55, 1985, S. 1315
- mit E. Ben-Jacob, James S. Langer, G. Schön: Dynamics of interfacial pattern formation, Phys.Rev.Lett., Band 51, 1983, S. 1930,
- mit James S. Langer, E. Ben-Jacob, Gabriel Kotliar: Pattern selection in dendritic solidification, Phys.Rev.Lett., Band 53, 1984, S. 2110
- Lectures on Phase transitions and the Renormalization Group, Perseus Books 1992, CRC Press 2018
- mit Peter Hirschfeld: Effect of strong scattering on the low-temperature penetration depth of a d-wave superconductor, Phys. Rev. B, Band 48, 1993, S. 4219
- mit L.Y. Chen, Y. Oono: Renormalization group theory for global asymptotic analysis, Phys. Rev. Lett., Band 73, 1994, S. 1311
- mit N. Provatas, J. Dantzig: Efficient computation of dendritic microstructures using adaptive mesh refinement, Phys. Rev. Lett., Band 80, 1998, S. 3308
- mit L.Y. Chen, Y. Oono: Renormalization group and singular perturbations: Multiple scales, boundary layers, and reductive perturbation theory, Phys. Rev. E, Band 54, 1999, S. 376
- mit Leo P. Kadanoff: Simple lessons from complexity, Science, Band 284, 1999, S. 87–89
- mit J. H. Jeong,J. A. Dantzig: Phase field model for three-dimensional dendritic growth with fluid flow, Phys. Rev. E, Band 64, 2001, S. 041602
- mit K. Vetsigian, C. Woese: Collective evolution and the genetic code, Proc. Nat. Acad. Sci. USA, Band 103, 2006, S. 10696–10701
- mit Carl Woese, Nicholas Chia:  A collective mechanism for phase variation in biofilms, Proceedings of the National Academy of Sciences,  Band 105, 2008, S. 14597–14602
- mit Carl Woese: Life is physics: evolution as a collective phenomenon far from equilibrium, Annu. Rev. Condens. Matter Phys., Band 2, 2011, S. 375–399